# Puccinia horiana
Puccinia horiana Henn. – gatunek grzybów z rodziny rdzowatych (Pucciniaceae). Grzyb mikroskopijny pasożytujący na chryzantemach (Dendranthema). Wywołuje u nich chorobę o nazwie biała rdza chryzantemy. W Polsce jest organizmem kwarantannowym.

## Systematyka i nazewnictwo
Pozycja w klasyfikacji według Index Fungorum: Puccinia, Pucciniaceae, Pucciniales, Incertae sedis, Pucciniomycetes, Pucciniomycotina, Basidiomycota, Fungi.

## Biologia
Jest pasożytem jednodomowym, tzn. cały jego cykl życiowy odbywa się na jednym żywicielu. Jest rdzą niepełnocyklową, wytwarzająca tylko dwa rodzaje zarodników: teliospory i bazydiospory.
Bazydiospory kiełkują w temperaturze 4 do 23° C. Uwalniają się w temperaturze 4 do 23° C, optymalna wynosi 17° C. Wiatr może je przenosić na odległość do 700 m i więcej, ale może to następować tylko przy wilgotności powietrza powyżej 90%, są bowiem bardzo wrażliwe na przesuszenie. Mogą kiełkować w zakresie temperatur 17–24° C na obydwu powierzchniach blaszki liściowej. Niezbędny do tego czas zwilżenia wynosi 5 godz. W zainfekowanym liściu tworzą obficie między komórkami rośliny hialinowe strzępki ze ssawkami wnikającymi do komórek. Okres inkubacji wynosi zazwyczaj 7–10 dni, ale okresy wysokich temperatur (powyżej 30° C) mogą wydłużyć ten okres do 8 tygodni. Zdolność patogenu do zimowania jest nieznana. W eksperymentach teliospory na oderwanych liściach przetrwały przez 8 tygodni przy względnej wilgotności 50%, ale przy wyższej wilgotności, lub gdy były zakopane w kompoście, przetrwały tylko 3 tygodnie. Kompost nie ma więc większego znaczenia w rozprzestrzenianiu choroby.

## Morfologia
Telia powstają na obydwu powierzchniach blaszki liściowej. Mają średnicę 2–4 mm i barwę od białej do różowo-płowej. Teliospory na szypułkach o długości do 45 mm, bladożółte, podłużne do eliptyczno-maczugowatych, dwukomórkowe, nieznacznie zwężone na przegrodach. Mają rozmiar 30–45 × 13–17 μm, ściany o grubości 1–2 μm po bokach i 4–9 μm na wierzchołku. Bazydiospory hialinowe. szeroko eliptyczne do wrzecionowatych, lekko zgięte, o rozmiarach 7–14 × 5–9 μm.

## Występowanie
Występuje na wszystkich (poza Antarktydą) kontynentach. Głównym żywicielem Puccinia horiana jest chryzantema wielkokwiatowa (Dendranthema grandiflora), ale stwierdzono występowanie tego patogenu także na innych gatunkach chryzantem: Chrysanthemum japonense, Chrysanthemum makinoi, Chrysanthemum shiwogiku, Dendranthema boreale, Dendranthema japonicum. Podatne na patogena są również gatunki Arctanthemum arcticum, Dendranthema pacificum, Dendranthema yoshinaganthum i Nipponathemum nipponicum, uległy bowiem porażeniu po sztucznej inokulacji.

## Gatunki podobne
Istnieje kilka innych gatunków z rodzaju Puccinia pasożytujących na chryzantemach:
- Puccinia chrysanthemi występuje na Argyranthemum frutescens, Dentranthema boreale, Dentranthema grandiflorum, Dentranthema lavandulifolium;
- Puccinia chrysanthemicola występuje na Chrysanthemum coronarium;
- Puccinia gaeumanni  występuje na Tanacetum cineraiifolium;
- Puccinia heeringiana występuje na Argyranthemum frutescens, Tanacetum parthenium;
- Puccinia leucanthemi występuje na Leucanthemum vulgare;
- Puccinia pyrethri występuje na Tanacetum corymbosum;
- Puccinia tanaceti występuje na Argyranthemum frutescens, Dentranthema boreale, Dentranthema grandiflorum, Tanacetum vulgare oraz inne gatunki Artemisia i Tanacetum[6].

P. horiana łatwo od nich odróżnić po gładkich i bezbarwnych teliosporach oraz tym, że mogą zaraz po sporulacji kiełkować na liściu. Wszystkie inne gatunki, z wyjątkiem P. leucanthemi mają teliospory brązowe, często o ścianach brodawkowanych, i przed kiełkowaniem na liściach muszą przejść okres spoczynku. P. leucanthemi ma teliospory bladożółte.